# Katerina Daskalaki
Katerina Daskalaki, gr. Κατερίνα Δασκαλάκη (ur. 26 marca 1944 w Atenach) – grecka dziennikarka i publicystka, posłanka do Parlamentu Europejskiego IV kadencji.

## Życiorys
Ukończyła studia prawnicze na Uniwersytecie Narodowym im. Kapodistriasa w Atenach. Kształciła się również w zakresie dziennikarstwa w Paryżu. Pracowała jako dziennikarka w czasopismach i dziennikach, a także jako dziennikarka radiowa. Była m.in. redaktorką i publicystką ateńskiego dziennika „Mesimwriní”. Autorka publikacji książkowych, w tym powieści O enikos tu tipota (1997), Dia ksiras (1999) i O ogdoos minas (2004). Zajmowała się także tłumaczeniami z języka francuskiego i włoskiego.
W latach 1994–1999 sprawowała mandat deputowanej do Parlamentu Europejskiego IV kadencji. Została wybrana z ramienia ugrupowania Wiosna Polityczna. Zasiadała m.in. w Komisji ds. Zagranicznych, Bezpieczeństwa i Polityki Obronnej.